# Place Henri-Matisse
La place Henri-Matisse est une voie du 20e arrondissement de Paris, en France.

## Situation et accès
La place Henri-Matisse est une voie publique située dans le 20e arrondissement de Paris. Elle débute au 2, rue Soleillet et se termine au 12, rue Raoul-Dufy.

## Origine du nom

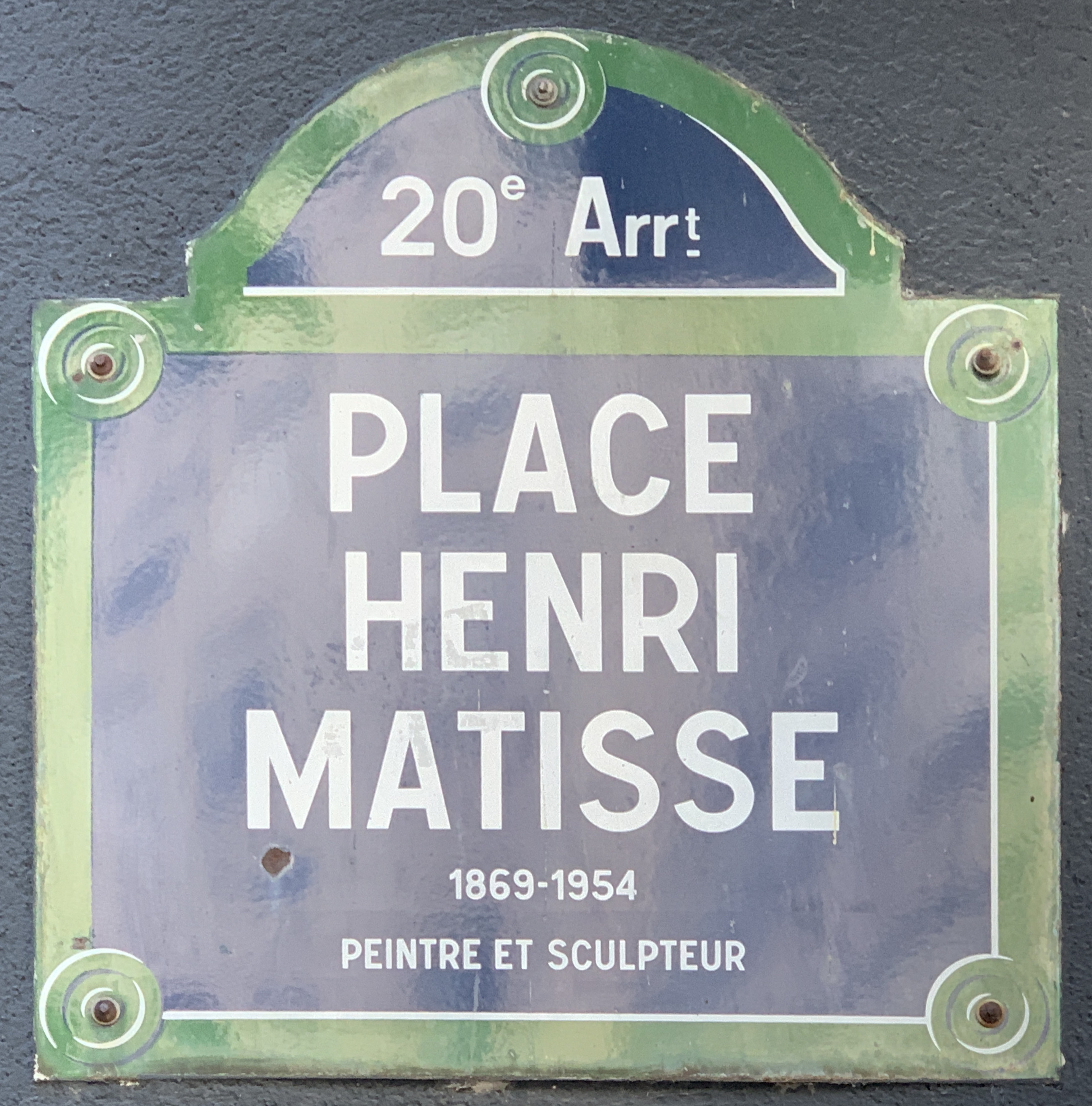
Plaque de la place.

Elle porte le nom du peintre, dessinateur et sculpteur français Henri Matisse (1869-1954).

## Historique
La voie est créée dans le cadre de l'aménagement de la ZAC des Amandiers sous le nom provisoire de « voie CS/20 » et prend sa dénomination actuelle par un arrêté municipal du 12 février 1987.